# Pseudoxyrhophiidae
Die Pseudoxyrhophiidae sind eine Familie natternartiger Schlangen. Bis auf die Mahafalynatter (Mimophis mahfalensis) gehören sämtliche höheren Schlangen (Caenophidia) Madagaskars zu dieser Familie. Darüber hinaus leben Angehörige der Familie auf den Komoren, Ditypophis ist auf Sokotra endemisch und Amplorhinus sowie Duberria kommen auf dem afrikanischen Kontinent vor. Die verschiedenen Arten der Familie haben unterschiedliche Lebensweisen und zur Familie gehören sowohl tag- als auch nachtaktive Schlangen die sowohl terrestrisch als auch baumbewohnend sein können.

## Merkmale
Die Abtrennung dieser Familien von den Nattern (Colubridae) gründet sich auf molekularbiologische Untersuchungen und wird nur durch wenige morphologische Merkmale gestützt. Diagnostisches Merkmal der Pseudoxyrhophiidae sind die reduzierten dornartigen Hautverknöcherungen der Hemipenis.

## Systematik
Taxonomisch wurden die Pseudoxyrhophiidae durch den US-amerikanischen Herpetologen Herndon Glenn Dowling im Jahr 1975 zunächst als Unterfamilie der Lamprophiidae eingeführt. In späteren Veröffentlichungen wurde das Taxon als eigenständige Familie geführt. Die Pseudoxyrhophiidae sind die Schwestergruppe der Lamprophiidae.

## Gattungen
In der Familie Pseudoxyrhophiidae gibt es 90 Arten in 23 Gattungen:
- Alluaudina Mocquard, 1894
- Amplorhinus Smith, 1847
- Brygophis Domergue & Bour, 1989
- Compsophis Mocquard, 1894
- Ditypophis Günther, 1881
- Dromicodryas Boulenger, 1893
- Duberria Fitzinger, 1826
- Exallodontophis Cadle, 1999
- Heteroliodon Boettger, 1913
- Ithycyphus Günther, 1873

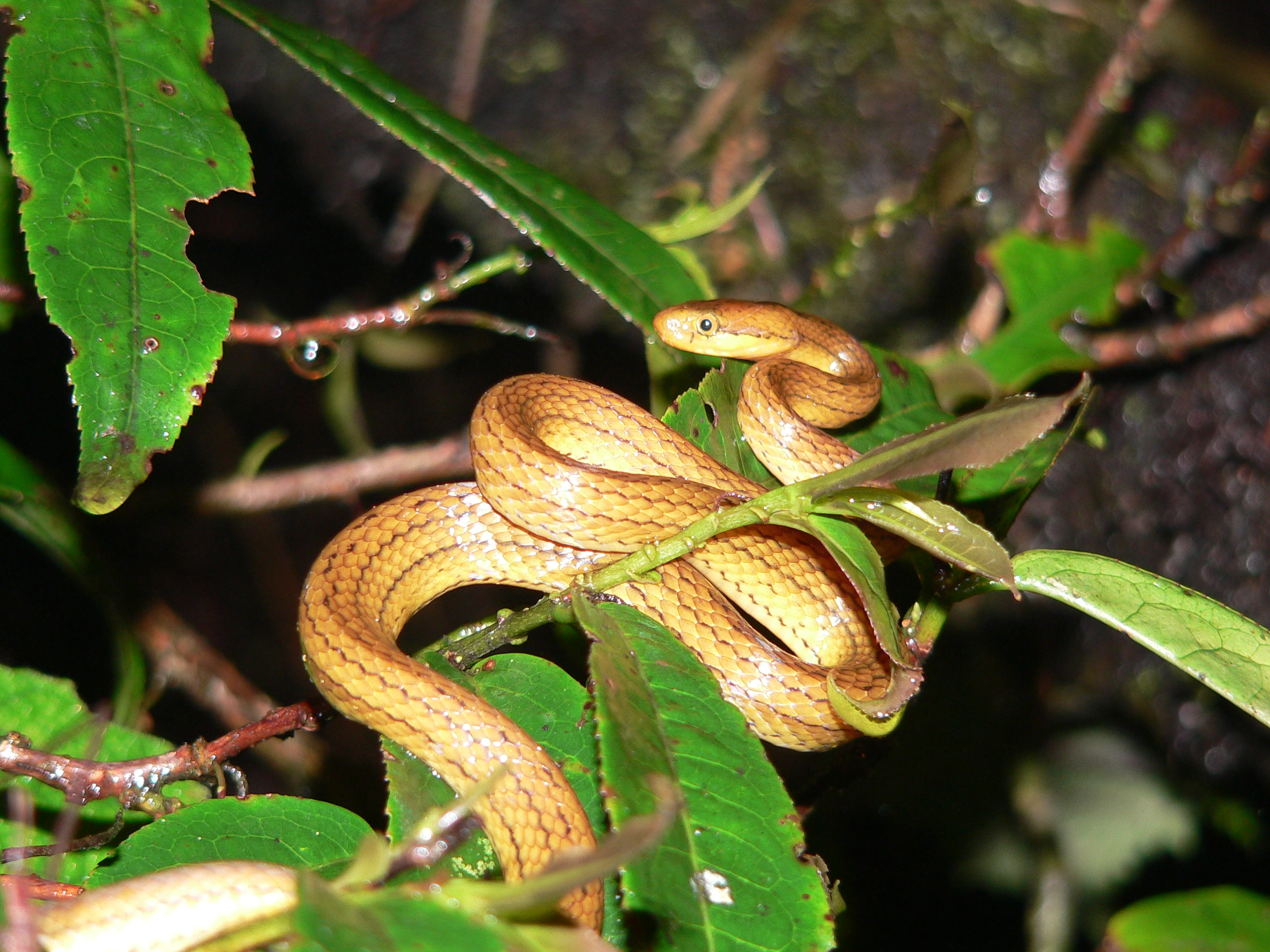
Compsophis laphystius

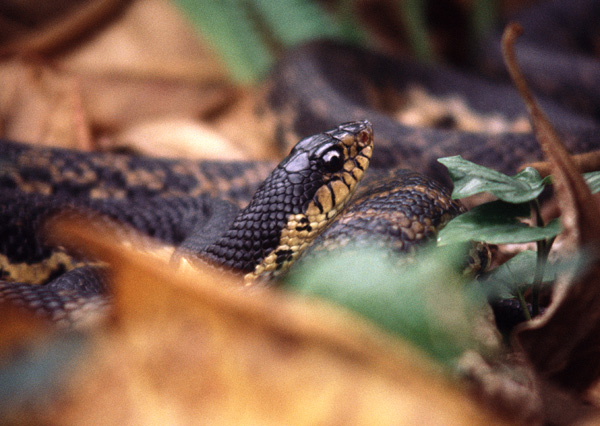
Leioheterodon madagascariensis

- Blattnasennattern (Langaha Bonnaterre, 1790)
- Leioheterodon Boulenger, 1893
- Liophidium Boulenger, 1896
- Liopholidophis Mocquard, 1904
- Lycodryas Günther, 1879
- Madagascarophis Mertens, 1952
- Micropisthodon Mocquard, 1894
- Pararhadinaea Boettger, 1898
- Parastenophis Nagy, Glaw & Vences, 2010
- Phisalixella Nagy, Glaw & Vences, 2010
- Pseudoxyrhopus Günther, 1881
- Thamnosophis Jan, 1863

## Belege
1. ↑  Nicolas Vidal, William R. Branch, Olivier S.G. Pauwels, S. Blair Hedges, Donald G. Broadley, Michael Wink, Corinne Cruaud, Ulrich Joger, Zoltán T. Nagy: Dissecting the major African snake radiation: a molecular phylogeny of the Lamprophiidae Fitzinger (Serpentes, Caenophidia). In: Zootaxa. Band 1945, 2008, ISSN 1175-5326, S. 51–66., DOI: 10.11646/zootaxa.1945.1.3, PDF, Seite 52.
2. ↑  Hussam Zaher (1999): Hemipenial morphology of the South American xenodontine snakes, with a proposal for a monophyl-etic Xenodontinae and a reappraisal of colubroid hemipenes. Bulletin of the American Museum of Natural History, 240, 1–168.
3. 1 2 3  Hussam Zaher, Robert W. Murphy, Juan Camilo Arredondo, Roberta Graboski, Paulo Roberto Machado-Filho, Kristin Mahlow, Giovanna G. Montingelli, Ana Bottallo Quadros, Nikolai L. Orlov, Mark Wilkinson, Ya-Ping Zhang, Felipe G. Grazziotin (2019): Large-scale molecular phylogeny, morphology, divergence-time estimation, and the fossil record of advanced caenophidian snakes (Squamata: Serpentes). PLOS ONE, Mai 10, 2019. doi: 10.1371/journal.pone.0216148
4. ↑  Nicolas Vidal, Anne-Sophie Delmas, Patrick David, Corinne Cruaud, Arnaud Couloux, S. Blair Hedges: The phylogeny and classification of caenophidian snakes inferred from seven nuclear protein-coding genes. In: Comptes Rendus Biologies. Band 330, 2007, S. 182–187., DOI: 10.1016/j.crvi.2006.10.001 PDF
5. ↑  Pseudoxyrhophiidae In: The Reptile Database